# Highmore
Highmore es una ciudad ubicada en el condado de Hyde en el estado estadounidense de Dakota del Sur. En el Censo de 2010 tenía una población de 795 habitantes y una densidad poblacional de 162,84 personas por km².

## Geografía
Highmore se encuentra ubicada en las coordenadas 44°31′17″N 99°26′22″O / 44.52139, -99.43944. Según la Oficina del Censo de los Estados Unidos, Highmore tiene una superficie total de 4.88 km², de la cual 4.88 km² corresponden a tierra firme y (0%) 0 km² es agua.

## Demografía
Según el censo de 2010, había 795 personas residiendo en Highmore. La densidad de población era de 162,84 hab./km². De los 795 habitantes, Highmore estaba compuesto por el 91.7% blancos, el 0% eran afroamericanos, el 6.54% eran amerindios, el 0.13% eran asiáticos, el 0% eran isleños del Pacífico, el 0.38% eran de otras razas y el 1.26% pertenecían a dos o más razas. Del total de la población el 1.89% eran hispanos o latinos de cualquier raza.
| Gráfica de evolución demográfica de Highmore entre 1900 y 2010 |
|                                                                |
| Población según los datos del U.S. Decennial Census.           |